# روبرت غراهام (سياسي أمريكي)
روبرت غراهام (بالإنجليزية: Robert Graham)‏ هو سياسي أمريكي، ولد في 24 يوليو 1827، وتوفي في 14 ديسمبر 1892.